# Gemsfairenstock
Der Gemsfairenstock (auch nur Gemsfairen) ist ein 2972,1 m ü. M. hoher Berg in den Glarner Alpen. Von seinem Gipfel hat man eine gute Aussicht in die Nordwestwand des südlich gelegenen Tödis.

## Lage
Über den Gipfel des Gemsfairenstocks verläuft die Grenze der Schweizer Kantone Glarus und Uri.
Der Gemsfairenstock bildet den östlichen Abschluss der Kette Gross Schärhorn – Clariden – Bocktschingel – Gemsfairenstock (von Westen nach Osten). Nach Süden fällt der Berg mit steilen Felsflanken auf den Claridenfirn ab, welcher nach Westen über den 2952 m ü. M. hohen Claridenpass (auch Hüfipass) zu dem Hüfigletscher überleitet. Die weniger steile Nordflanke ist mit dem Lang Firn bedeckt. Nördlich befindet sich der Urner Boden.

## Routen
Der Berg ist vor allem unter Skibergsteigern ein beliebtes Ziel. Die Normalroute führt vom Fisetenpass (2036 m ü. M.), welcher von einer kleinen Seilbahn von Urnerboden erreicht wird, über das Rundloch (2287 m ü. M.) und den Lang Firn auf den Gipfel. Im Sommer ist die Route eine alpine Wanderung mit Schwierigkeit T4 nach der SAC-Wanderskala. Dieselbe Route wird im Winter sehr häufig als Skitour begangen. Die exponierte Gipfelflanke ist dabei häufig sehr verblasen.
Eine weitere Besteigungsmöglichkeit besteht von Süden über die Claridenhütte.

## Galerie

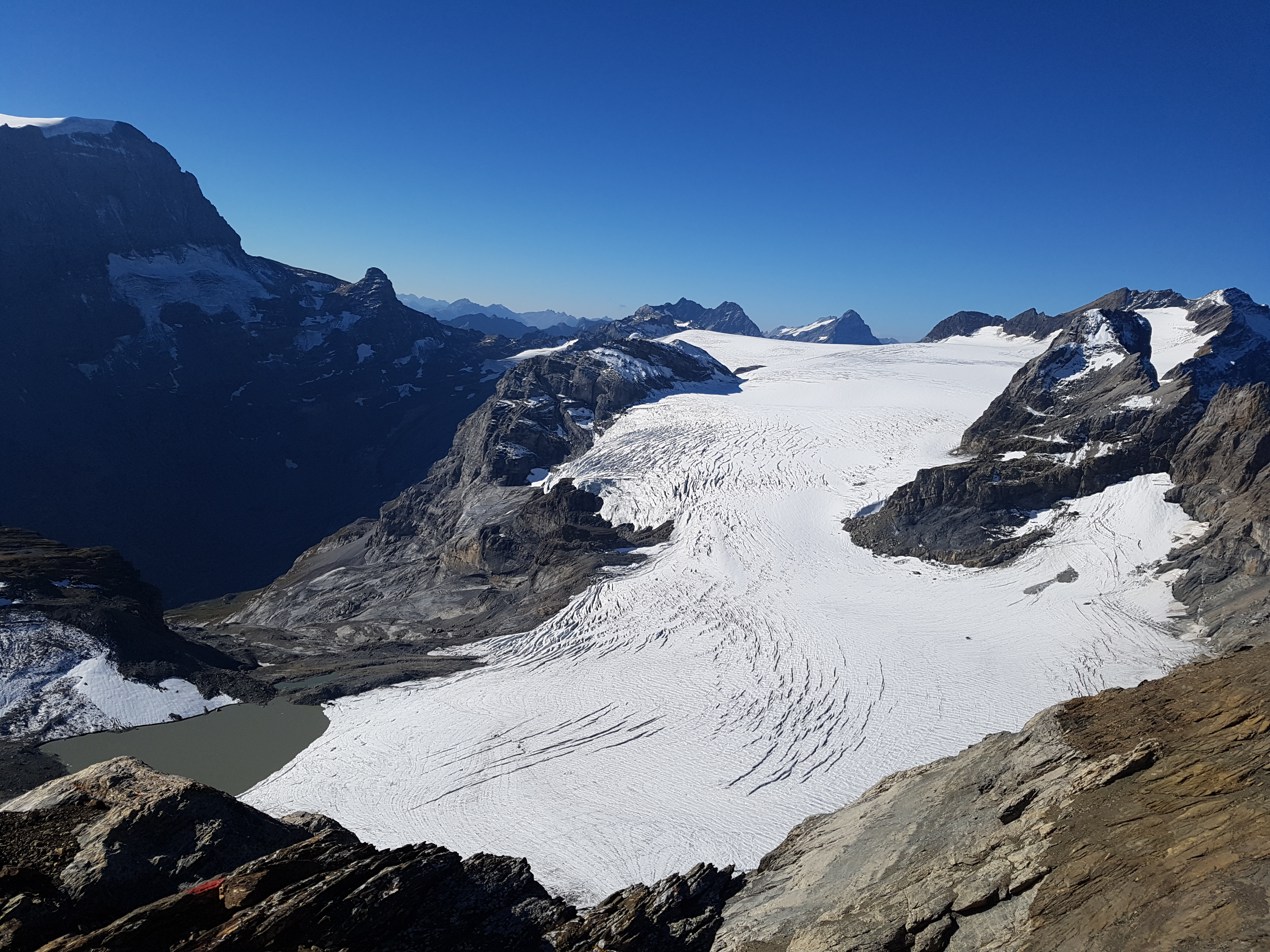
Blick zum Claridenfirn.
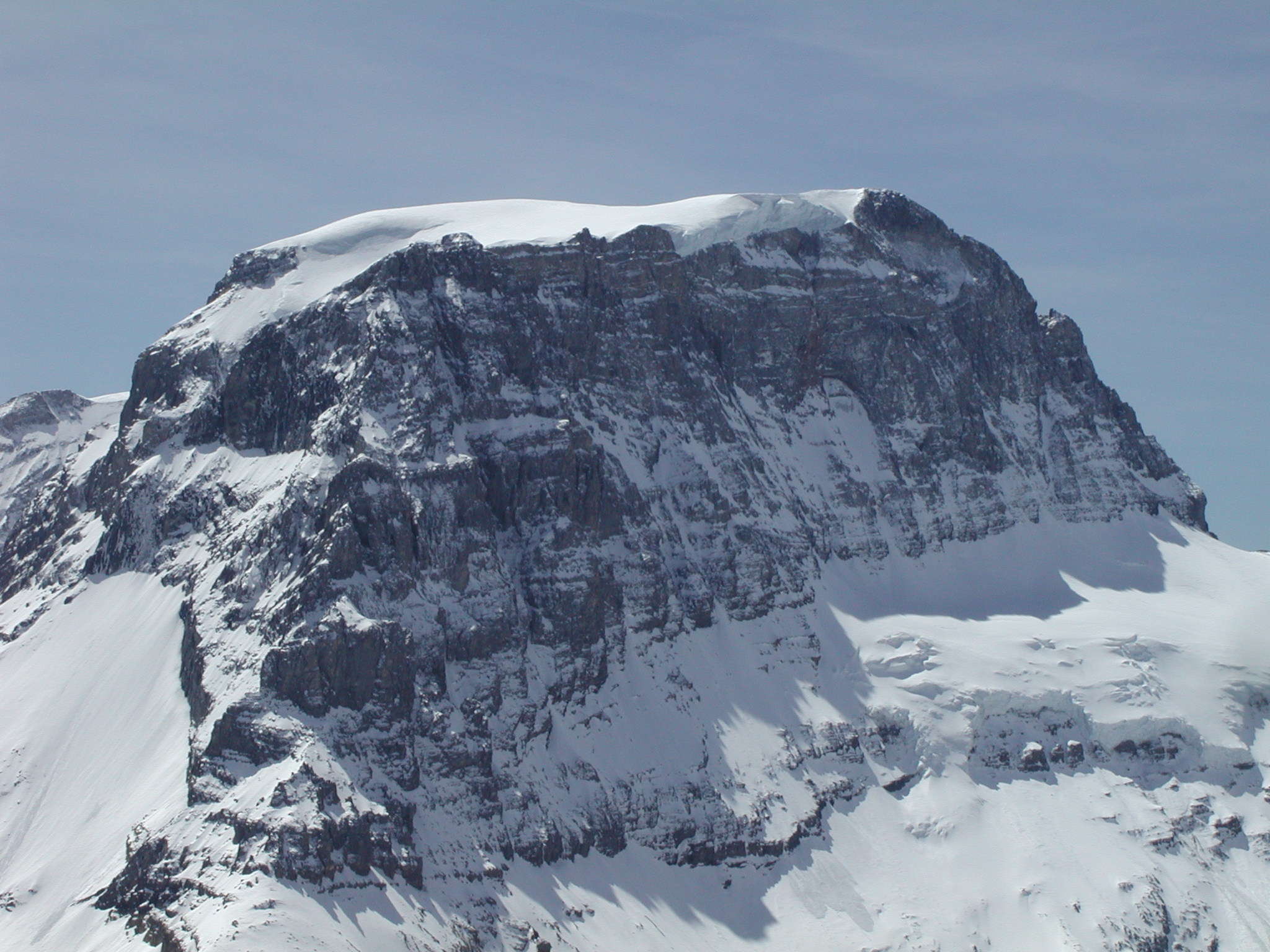
Blick zum Tödi
Luftaufnahme des Gemsfairenstocks  1925 von Walter Mittelholzer (ETH-Bibliothek Zürich)
Gemsfairenstock im Vordergrund, Tödi im Hintergrund. Aufnahme: Walter Mittelholzer (ETH-Bibliothek Zürich)